# Kevin Ackermann
Kevin Robert Ackermann, född 24 maj 2001 i Göteborg, är en svensk fotbollsspelare som spelar för IF Brommapojkarna.

## Karriär
Ackermann började spela fotboll som femåring i Azalea BK. Han tränade dessutom brottning för Göteborgs AK parallellt i fem år från sjuårsåldern, där han blev svensk och nordisk mästare, och utvecklade sin fysik. Därefter gick Ackermann till IFK Göteborg, där han tillbringade sju år.
Ackermann gjorde allsvensk debut 2017 för BK Häcken, vid sexton års ålder.
I november 2018 accepterade Häcken ett bud på Ackermann från italienska Fiorentina. Under läkarundersökningen upptäcktes det att Ackermann hade ett hjärtfel, vilket stoppade övergången. Han genomgick en operation i Belgien den 30 april 2019 som åtgärdade hjärtfelet. I augusti 2019 återvände Ackermann till Häcken och kunde börja träna med laget igen. Han spelade inte några tävlingsmatcher under säsongen 2019 men blev i november 2019 för första gången på ett år uttagen i truppen till en träningsmatch mot Ljungskile SK. Efter säsongen 2019 enades Ackermann och Häcken om att avsluta hans kontrakt i förtid.
Den 3 januari 2020 värvades Ackermann av Örgryte IS, där han skrev på ett treårskontrakt.
Den 14 december 2022 värvades Ackermann av IF Brommapojkarna, där han skrev på ett tvåårskontrakt. I januari 2024 förlängde Ackermann sitt kontrakt i klubben fram till sommaren 2026. I februari 2024 skadade han sig i en cupmatch mot Landskrona BoIS och missade därefter resten av säsongen.